# Eurville-Bienville
Eurville-Bienville – miejscowość i gmina we Francji, w regionie Grand Est, w departamencie Górna Marna.
Według danych na rok 1990 gminę zamieszkiwało 2086 osób, a gęstość zaludnienia wynosiła 101 osób/km².

## Galeria

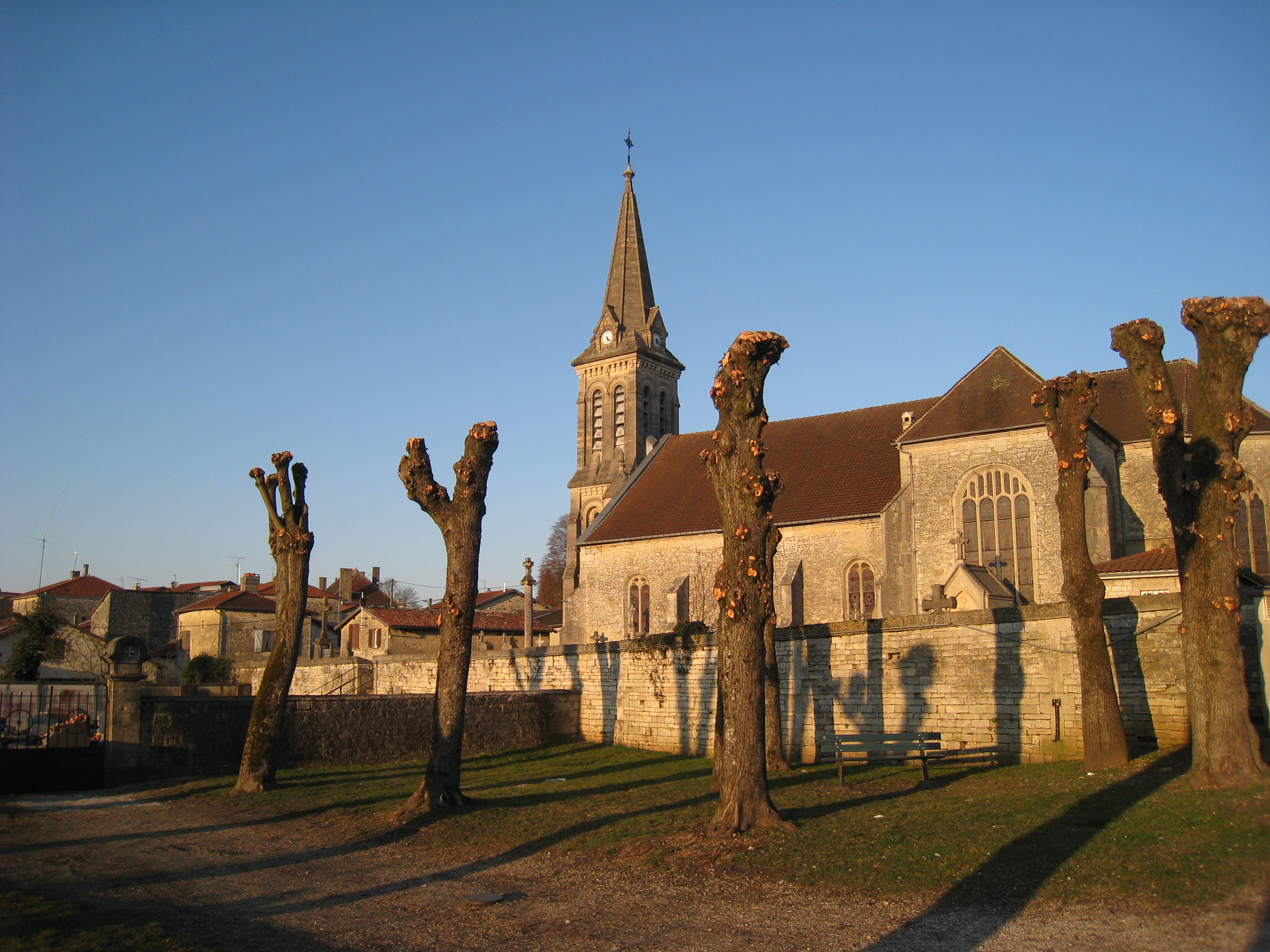
Kościół w Bienville, 2008
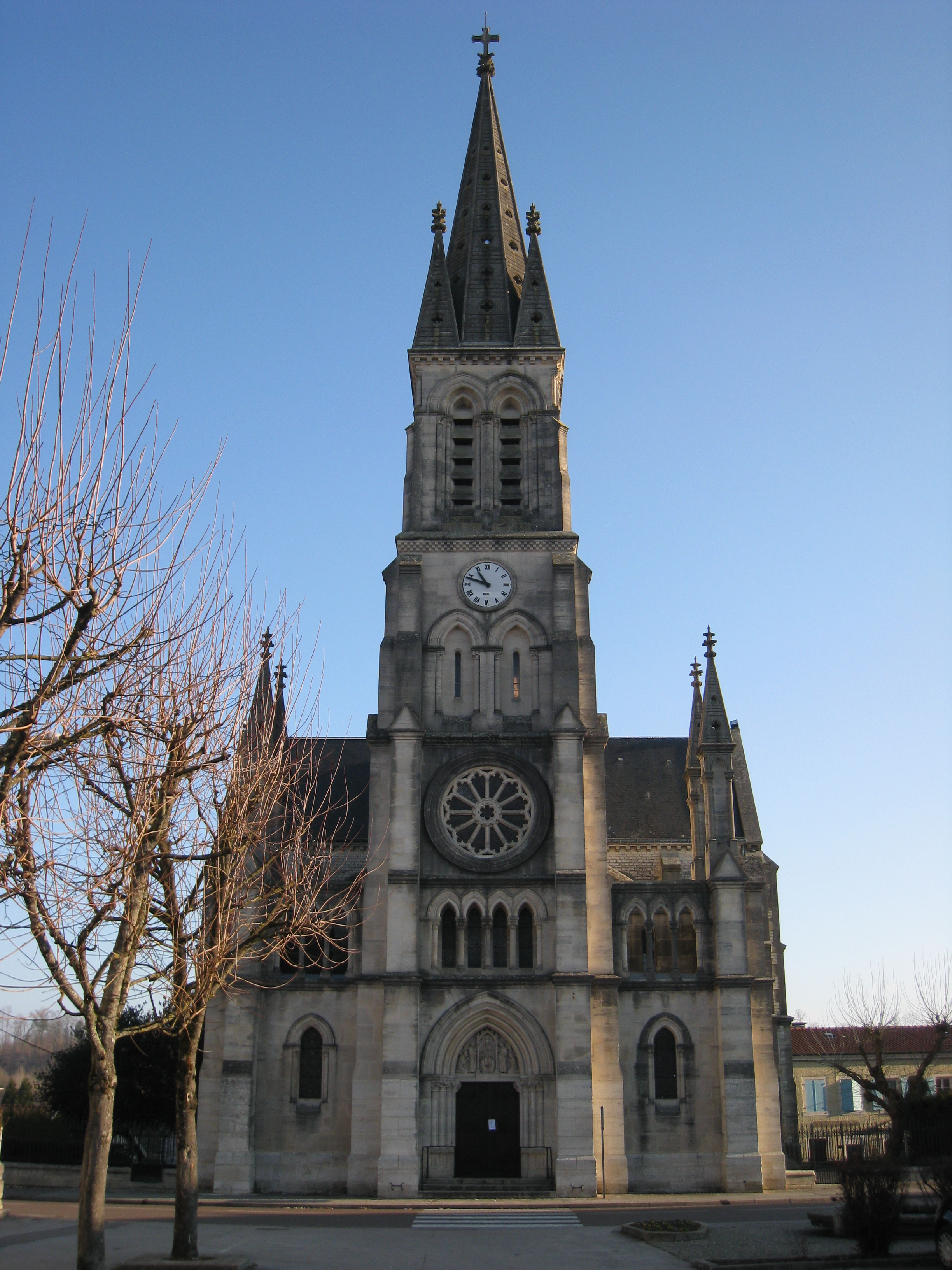
Kościół w Eurville, 2007
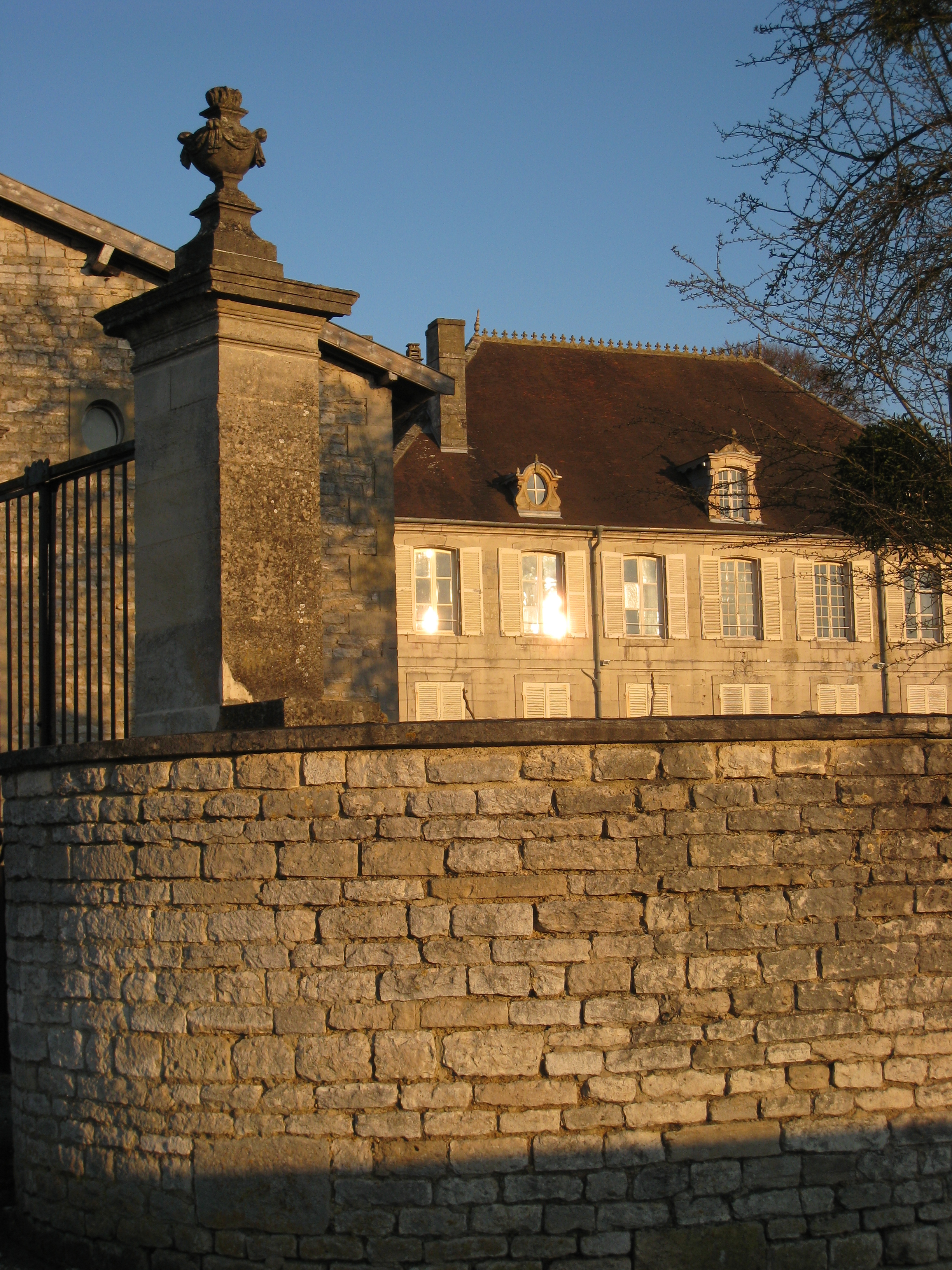
Zamek w Bienville, 2008
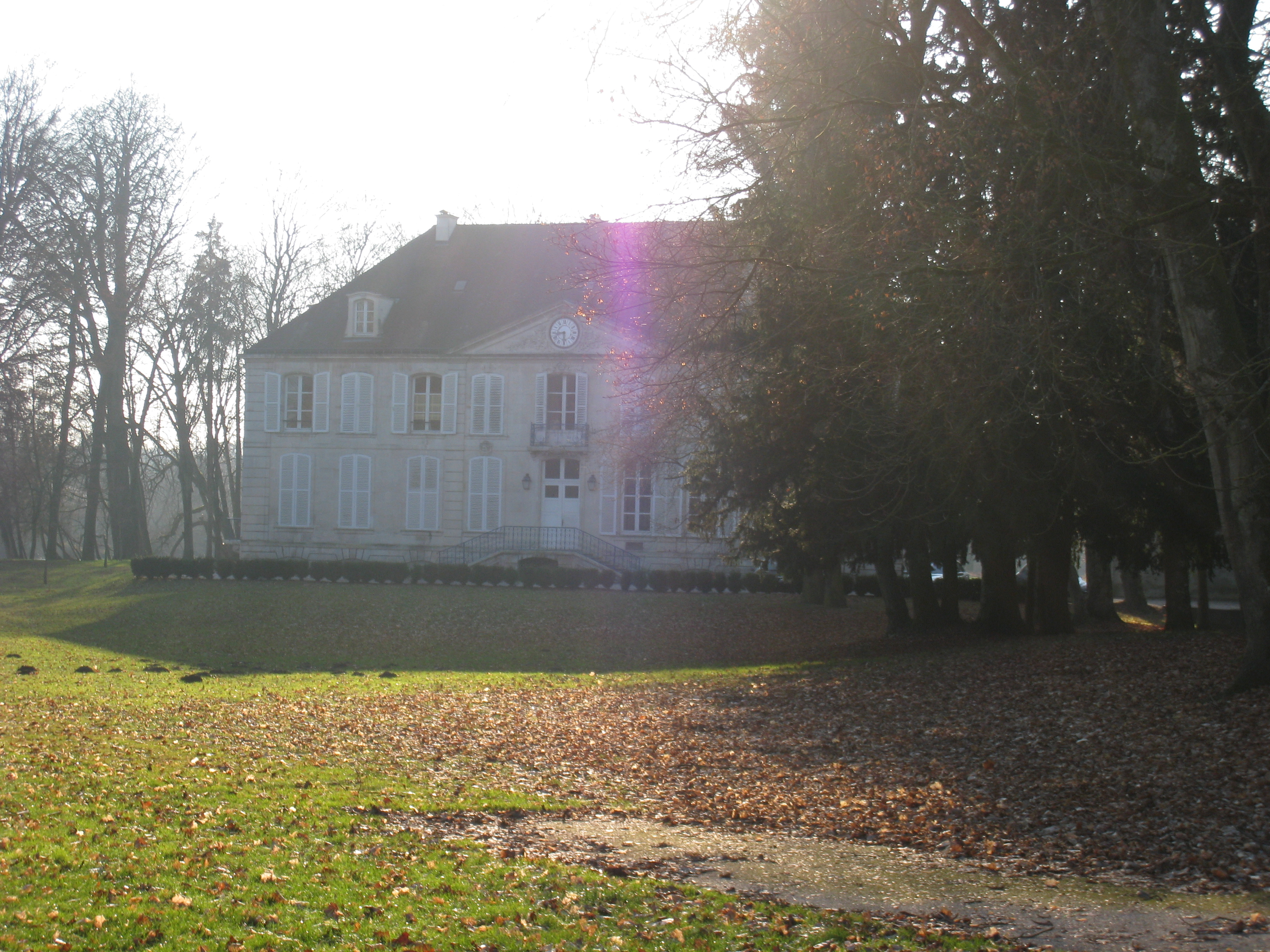
Pałac w Eurville, 2007